# تباهی لکه زرد
تباهی لکه زرد یا دژنراسیون ماکولا (به انگلیسی: Macular degeneration) (AMD or ARMD)، شایعترین علت کوری در افراد مسن است. در این بیماری ماکولا یا لکه زرد تخریب می‌شود. ماکولا قسمت حساس به نور شبکیه و مسئول دید مستقیم و واضح است که برای کارهای دقیق مثل خواندن و رانندگی لازم است.
تباهی لکه زرد بر دو نوع است: خشک (Dry) و تَر (Wet). نوع خشک شایعتر بوده و حدود ۹۰٪ بیماران به این نوع مبتلا می‌شوند. نوع تَر معمولاً با کاهش دید شدیدتر و جدی تری همراه است.
تباهی لکه زرد در افراد بالای ۶۵ سال شایعتر بوده و زنان بیشتر به این بیماری مبتلا می‌شوند. اکثر موارد این بیماری با افزایش سن به وجود می‌آیند. این بیماری می‌تواند عارضه بعضی داروها نیز باشد. همچنین به نظر می‌رسد ارث نیز در ابتلا به این بیماری نقش داشته باشد.
دژنراسیون ماکولا که به عنوان دجنراسیون وابسته به سن ماکولا (AMD or ARMD) شناخته می‌شود یک وضعیت پزشکی است که ممکن است نتیجه ان تاری یا از دست دادن بینایی در مرکز دید باشد. در اوایل اغلب هیچ نشانه‌ای وجود ندارد. به تدریج دید یک یا هر دو چشم بدتر می‌شود؛ و ممکن است حتی دید به‌طور کامل از دست برود و حتی فعالیت های روزانه فرد مختل شود. گاه افراد دچار توهمات بینایی می‌شوند که این حالت ارتباطی با بیماری های روانی ندارد.
دژنراسیون ماکولا به‌طور معمول در افراد مسن رخ می‌دهد. البته عوامل ژنتیکی هم دراین مشکل نقش دارند.
علت اصلی مشکل آسیب به ماکولا در شبکیه چشم می‌باشد؛ که به دو نوع «خشک» و «تر» تقسیم می‌شود. ۹۰٪ از موارد از نوع خشک می‌باشند.
پیشگیری شامل ورزش و تغذیه مناسب و سیگار نکشیدن است. تأثیر آنتی‌اکسیدان‌ها ویتامین‌ها و مواد معدنی برای پیشگیری از این مشکل اثبات نشده‌است. هیچ درمان خاصی برای کسی که با این مشکل دید خود را از دست داده وجود ندارد. مکمل‌ها در کسانی که مبتلا به این بیماری هستند ممکن است پیشرفت ان را کندتر کند.

## علائم و نشانه‌ها

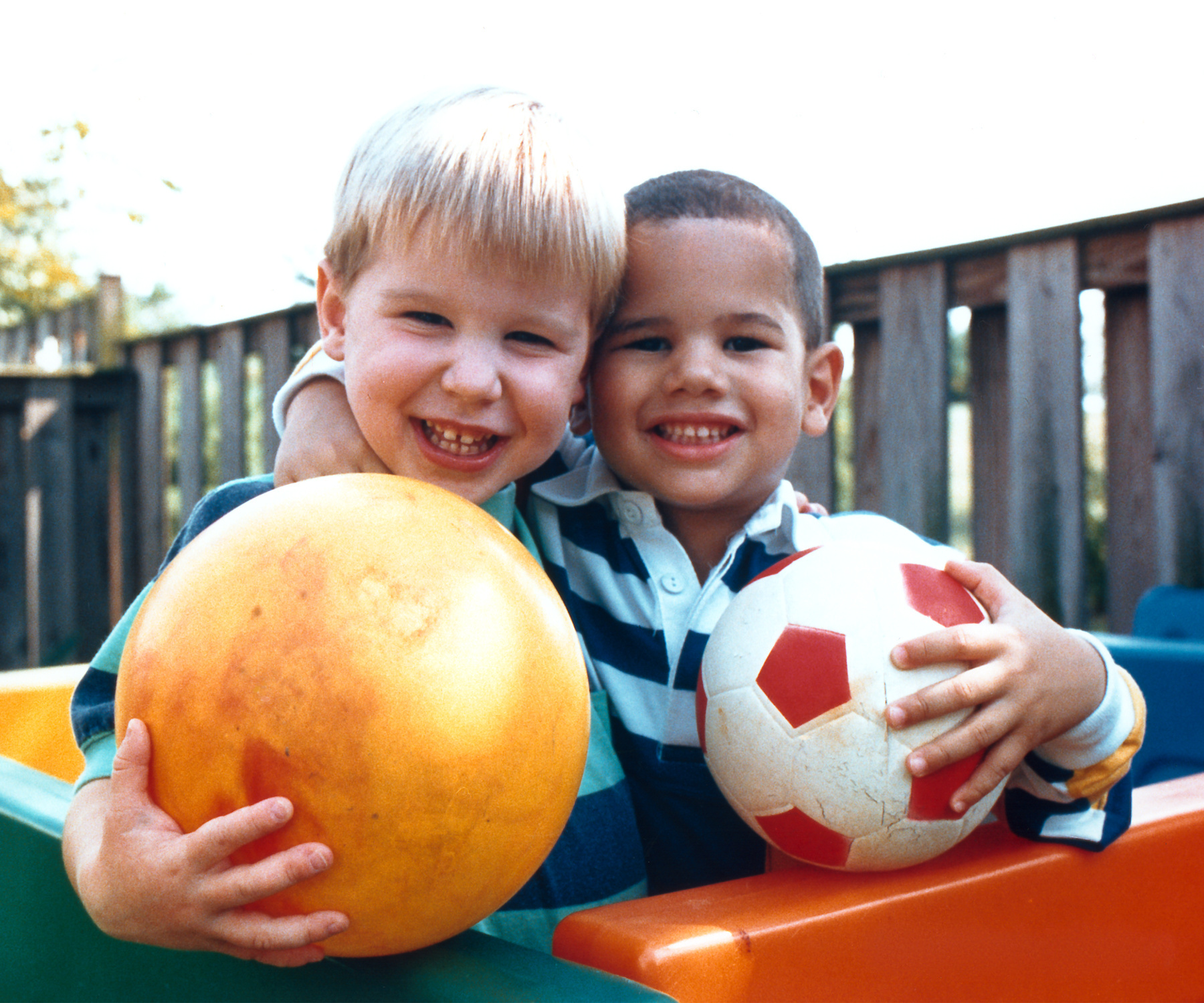
دید طبیعی

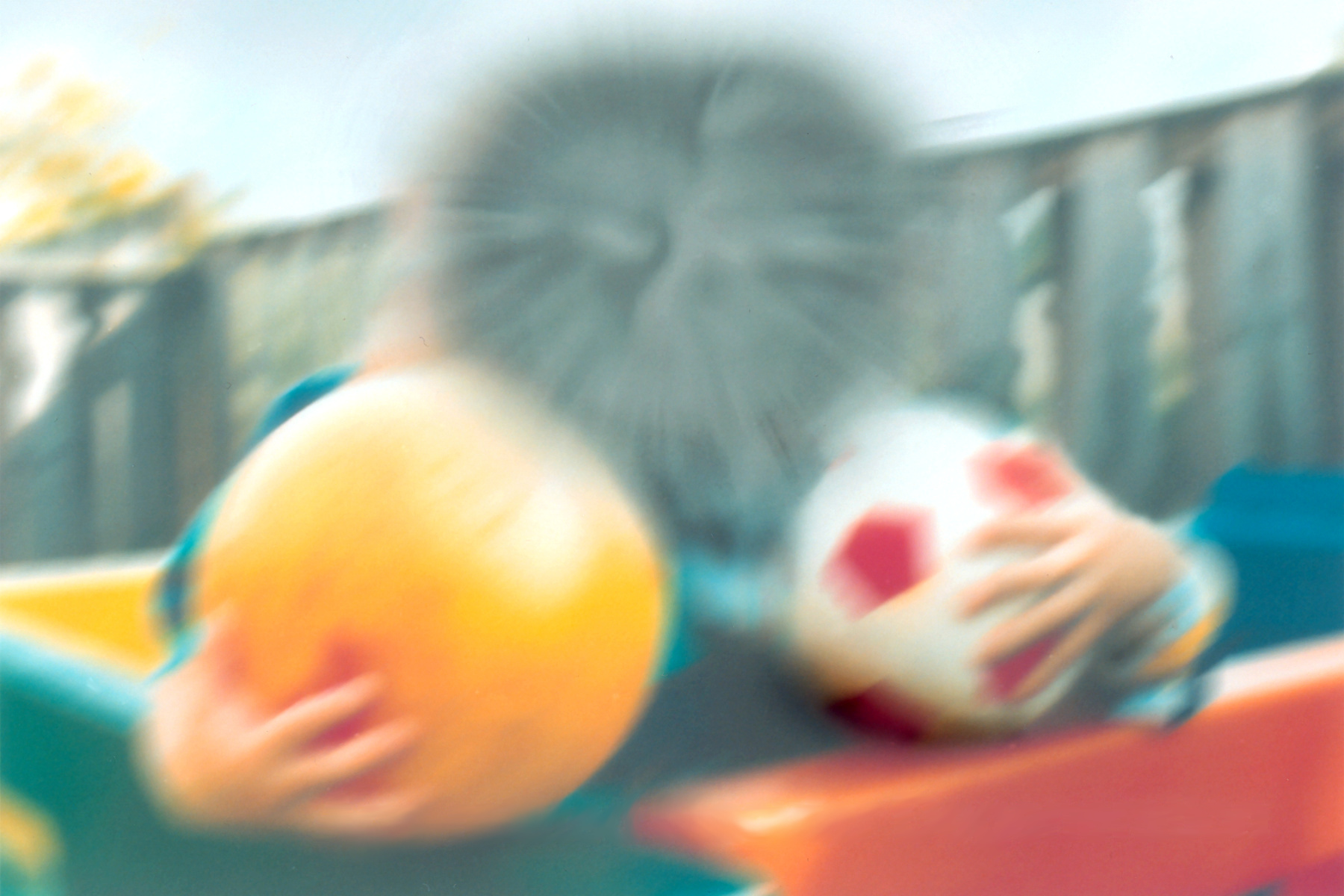
همان مشاهده با دژنراسیون ماکولا مرتبط با سن([https://web.archive.org/web/20131022195554/http://www.nei.nih.gov/photo/sims/images/amac_lg.jpg مؤسسه ملی چشم)

تباهی لکه زرد می‌تواند سبب کاهش دید تدریجی یا ناگهانی شود. اگر خطوط مستقیم را موجدار می‌بینید، دیدتان تار است، یا لکه‌های تیره در مرکز دید خود می‌بینید احتمال دارد که دچار علائم اولیه دژنراسیون ماکولا شده باشید. در بسیاری موارد پیش از این که بیمار دچار علائم شود چشم پزشک علائم اولیه بیماری را در معاینه تشخیص می‌دهد. این کار معمولاً از طریق تست میدان بینایی صورت می‌گیرد.
در دژنرسانس ماکولا دید مرکزی مختل شده و بیمار در مرکز دید خود لکه‌ای سیاه می‌بیند.
دژنراسیون ماکولا به خودی خود نمی‌تواند منجر به کوری شود. تنها تعداد بسیار کمی از این افراد کاملاً کور هستند. تقریباً در همه موارد مقداری دید باقی مانده که عمدتاً محیطی است. دیگر شرایط پیچیده ممکن است منجر به چنین حالت حاد بیماری شود (سکته مغزی شدید یا تروما و عدم درمان گلوکوم و غیره), اما تعداد کمی از بیماران مبتلا به دژنراسیون ماکولا از دست دادن کل بینایی را تجربه می‌کنند.
از دست دادن دید مرکزی عمیقاً عملکرد بینایی را تحت تأثیر قرار می‌دهد. برای مثال خواندن و مطالعه بدون دید مرکزی بسیار دشوار است. دیدن تصاویر که در مرکز آن ها لکه‌های سیاه دیده می‌شود.

## عوامل خطر
- پیری: بالا رفتن سن که قوی‌ترین پیش بینی از ARMD است.[نیازمند منبع پزشکی].
- سابقه خانوادگی:

### محیط زیست و سبک زندگی
- سیگار کشیدن: سیگار کشیدن توتون و تنباکو خطر ابتلا به ARMDرا افزایش می‌دهد ."
- فشار خون بالا (فشار خون بالا):
- ارتباط معنی‌داری با افزایش خطر ابتلا بهARMD و فشار خون وجود دارد.
- تصلب شرایین:
- کلسترول بالا: کلسترول بالا احتمال ابتلا به این بیماری را افزایش می‌دهد.ARMD
- چاقی: چاقی شکمی چاقی یک عامل خطر به ویژه در میان مردان
- مصرف چربی: مصرف مقادیر بالای برخی از چربی از جمله چربی‌های اشباع شده چربی‌های ترانس و اسیدهای چرب امگا-۶ به احتمال زیاد منجر به ARMD می‌شوند. در حالی که چربی‌های اشباع نشده به‌طور بالقوه محافظ هستند. در خصوص امگا-۳ اسیدهای چرب ممکن است به کاهش خطر ابتلا به ARMD منجر شود..
- قرار گرفتن در معرض نور خورشیدبا[مشکوک  – بحث] به خصوص نور آبی: شواهد متناقضی  این مورد وجود دارد که آیا قرار گرفتن در معرض نور خورشید منجر به توسعه دژنراسیون ماکولا می‌شود یا خیر ؟. یک مطالعه که در این اواخر انجام شده ارتباطی بین این دو پیدا نکرده‌است. اما تحقیقات دیگر نشان داده‌است، که نور مرئی پر انرژی ممکن است کمک کند به ایجادARMD.

### ژنتیک
تأثیرات ژن در این بیماری به اثبات رسیده‌است.

### درمان
درمان برای این بیماری یافت شده نوعی آمپول تهیه شده که در دوکشور آمریکا و هلند به تولید انبوه رسیده

## علت تباهی لکه زرد
علت دقیق این بیماری هنوز شناخته نشده‌است. نوع خشک ممکن است بر اثر پیر و نازک شدن بافت ماکولا، رسوب رنگدانه‌ها در ماکولا، یا ترکیبی از این دو ایجاد شود. در نوع تَر عروق خونی جدید در زیر شبکیه رشد کرده و خون و مایع از آن‌ها نشت می‌کند. این نشت سبب مرگ سلول‌های شبکیه شده و باعث ایجاد نقاط کور در دید مرکزی می‌شود.
عواملی که شانس ابتلا به بیماری را افزایش می‌دهد عبارتند از: سابقه خانوادگی، مصرف سیگار، فشار خون بالا، دوربینی و چاقی.
بعضی از مواد غذایی نظیر روی، لوتئین، زیگزانتین (Xyxantine) و ویتامین‌های A، C و E به کاهش خطر ابتلا به بیماری کمک کرده یا پیشرفت AMD خشک را کند می‌کنند. چربی‌ها نیز ممکن است در این میان نقش داشته باشند. مصرف اسیدهای چرب امگا-۳ که در ماهی به میزان فراوانی یافت می‌شود اثر حفاظتی در مقابل دژنراسیون ماکولا دارد. مصرف اسیدهای چرب امگا-۶ که در روغن‌های نباتی یافت می‌شوند خطر ابتلا را افزایش می‌دهد.
بعضی از موارد دژنراسیون ماکولا عارضه‌ای از داروهای سمی نظیر کلروکین (دارویی ضد مالاریا) یا فنوتیازین‌ها (دسته‌ای از داروهای روانپزشکی از جمله داروي فينگولاميد  هستند.

## درمان
این بیماری درمان قطعی ندارد ولی درمان‌هایی برای جلوگیری از پیشرفت بیمار یا حتی بهبود دید وجود دارد.
ویتامین‌ها و مواد معدنی: ویتامین‌های آنتی اکسیدان نظیر ویتامین A و ویتامین‌های C و E ممکن است ماکولا را در برابر تخریب محافظت کنند. نشان داده شده‌است که مصرف ویتامین‌های C و E، ویتامین A و روی، خطر پیشرفت بیماری را در بعضی بیماران تا ۲۸٪ کاهش می‌دهد. از این‌رو به بیماران در خطر ابتلا به AMD پیشرفته توصیه کنند آنتی‌اکسیدان و روی به مقادیر زیر مصرف کنند. مقادیر توصیه شده به شرح زیرند:
۵۰۰ میلی‌گرم ویتامین C
۴۰۰واحد ویتامین E
۱۵میلی‌گرم بتا-کاروتن
و ۸۰ میلی‌گرم اکسید روی
کسانیکه سیگار می‌کشند نباید از قرص‌های بتا-کاروتن (ویتامین A)استفاده کنند زیرا ریسک ابتلا به سرطان ریه در این افراد و کسانیکه تازه سیگار را ترک کرده‌اند با مصرف بتا-کاروتن افزایش می‌یابد.
درمان دارویی با ورتپورفین(Verteporfin): ورتپورفین اولین دارویی است که برای نوع تَر بکار می‌رود. در این روش درمانی، دارو به دست بیمار تزریق شده و سپس با استفاده از یک لیزر غیر حرارتی فعال می‌شود. فعال شدن دارو سبب ایجاد واکنشی شیمیایی می‌شود که عروق خونی غیرطبیعی را از بین می‌برد. از هر ۶ بیمار درمان شده یک نفر دید بهتری پیدا می‌کند و این دو برابر بیمارانی است که از این دارو استفاده نمی‌کنند.
درمان با لیزر: فوتوکوآگولاسیون با لیزر (Laser Photocoagulation) با تخریب و عایق بندی عروق خونی جدید و جلوگیری از نشت خون و مایع باعث بهبود بیماران مبتلا به نوع تَر می‌شود. در این روش جای لیزر مانند زخمی بر روی شبکیه باقی می‌ماند و باعث به وجود آمدن نقاط کور در دید بیمار می‌شود.
فیلتراسیون خونی (Blood Filtration): در این روش که حدود دو دهه پیش توسط ژاپنی‌ها ابداع شد جریان متفاوت خون در غشاء سبب کاهش مقدار بعضی از پروتئین‌ها و اسیدهای چرب که مقدارشان زیاد است و ممکن است مضر باشند می‌شود. این تکنیک در بیماری‌های مختلفی بکار گرفته شده‌است ولی نوع جدیدی از آن بنام رئوفرزیس (Rheopheresis) برای درمان نوع خشک AMD تست شده‌است.
تلسکوپ قابل جاگذاری (Implantable Telescope): این وسیله تلسکوپی کوچک است که تصویر را بزرگ کرده و بر روی شبکیه می‌اندازد. بزرگ شدن تصویر سبب می‌شود که نسبت قسمت تخریب شده ماکولا به اندازه تصویر کم شود و در نتیجه لکه‌هایی که در دید مرکزی دیده می‌شوند کوچکتر شوند. تلسکوپ مینیاتوری قابل جاگذاری (Implantable Miniature Telescope) در اواخر دهه ۹۰ اختراع شد.
وسایلی که برای کاهش بینایی استفاده می‌شوند: هر چند اخیراً پیشرفت‌های زیادی در درمان AMD صورت گرفته‌است ولی دید از دست رفته قابل بازگشت نیست. برای بیمارانی که دیدشان را از دست داده‌اند وسایلی وجود دارد که با استفاده از لنزهای بزرگ‌کننده و نور زیاد به بهبود بینایی کمک می‌کنند. بعضی از این وسایل تصویر را به قسمت‌های محیطی تر شبکیه و خارج از محدوده ماکولا منتقل می‌کنند.